# Bandera de santa Eulalia
La bandera o pendón de santa Eulalia es la enseña histórica de Barcelona y uno de los símbolos mayores de la ciudad. Sobre un fondo carmesí, representa la figura de santa Eulalia de Barcelona, patrona de la ciudad, sosteniendo una cruz en aspa, su principal atributo. Desde finales del siglo XX, el pendón de santa Eulalia ondea en el balcón de la Casa de la Ciudad cada 12 de febrero, festividad de Santa Eulalia de Barcelona. El acto de colocación del pendón en el balcón principal de la Casa de la Ciudad es uno de los más antiguos y solemnes de la fiesta mayor de invierno de Barcelona. La mañana del día de Santa Eulalia el alcalde iza la bandera mientras suena Els Segadors y la Guardia Urbana de Barcelona junto con los Mozos de Escuadra le rinden honores.
Hay dos versiones de la misma enseña: como pendón y como bandera. El pendón, más ligero, es el antiguo estandarte militar. La bandera, más grande, tenía uso ceremonial. El pendón de santa Eulalia tiene un significado histórico muy importante, ya que ondeaba en el balcón de la Casa de la Ciudad de Barcelona en julio de 1713 cuando el Consejo de Ciento, en plena guerra de sucesión española, decidió resistir ante el asedio de la ciudad. También era el estandarte que enarbolaba Rafael Casanova al ser herido durante la última acometida en la defensa de la ciudad, el 11 de septiembre de 1714.
Esta enseña, usualmente alojada en la sala del trentenario de la Casa de la Ciudad, era sacada y paseada en los actos solemnes, tanto laicos como religiosos, así como en las llamadas a somatén (bajo el privilegio Princeps namque) que incitaba a todos los ciudadanos a la lucha armada contra los invasores extranjeros.

## Descripción

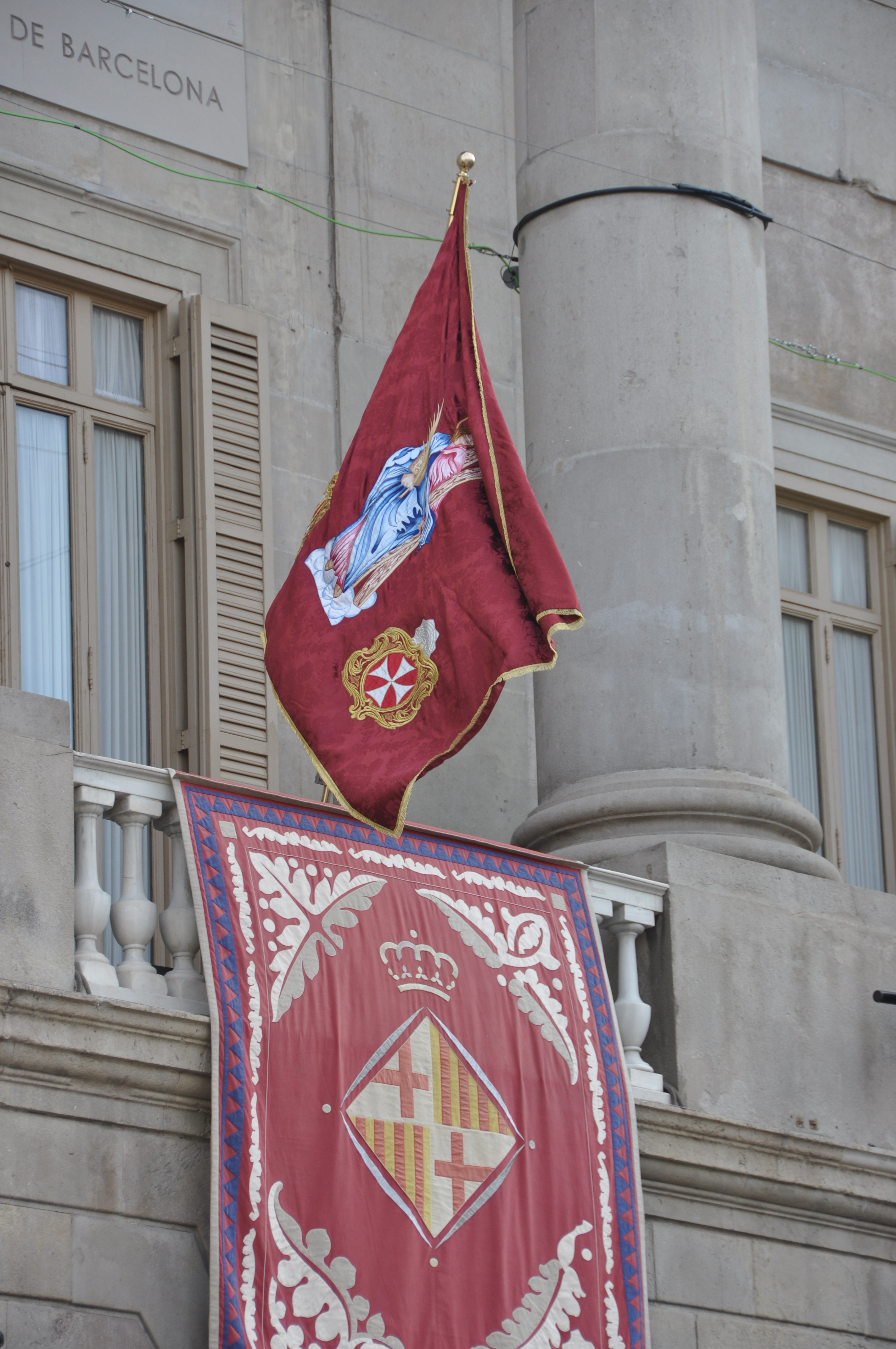
La bandera de santa Eulalia en el balcón del Ayuntamiento de Barcelona el día de Santa Eulalia de 2016

Según la descripción del Dietari de Jeroni Pujades el 1601 la bandera de santa Eulalia estaba constituida por un campo de color carmesí, con la imagen de Santa Eulalia pintada en medio. Acompañaban la imagen de la patrona de Barcelona el escudo de la ciudad (cuarterado de barras y cruces, como el actual escudo de Barcelona) y el escudo del Capítulo de la catedral de Barcelona (una cruz).
En 1640 los Consejeros de Barcelona acordaron añadir a la bandera de santa Eulalia las «armes del Santíssim Sagrament» de donde procede la interpretación de la antigua bandera que se encuentra en el libro Els exèrcits de Catalunya, de Francesc Xavier Hernández y Francesc Riart. En este libro, se apuntan diversas descripciones históricas según las cuales, en la cara opuesta a la imagen de santa Eulalia, había la representación de un cáliz con la Sagrada Forma y el lema (extraído de un salmo) «EXSURGE, DEUS, JUDICA CAUSAM TUAM» («Levántate, Dios nuestro, a defender tu causa»).
«La forma de la bandera sobredicha era a modo de un pendón, poco más grande que un estandarte de los que hoy usa la caballería y dragones. Era de damasco carmesí. A la una parte estaba la imagen de santa Eulália, a la otra la de un cáliz con una hostia sagrada y un lema que decía: "Exurge, Deus, judica causam tuam"», según el capitán Francesc de Castellví i Obando.

## Historia

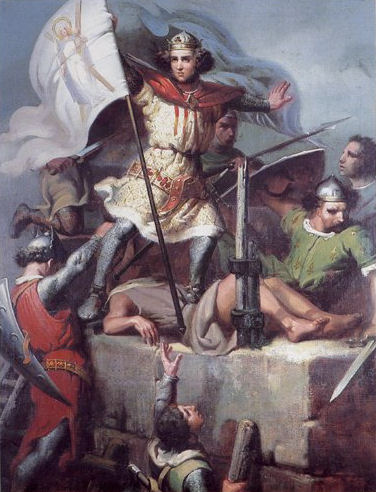
Ramón Berenguer III clavando la enseña de Barcelona en el castillo de Fos, de Mariano Fortuny (1857), Palacio de la Generalidad de Cataluña.

Sin embargo, desde la Edad Media, la bandera de Barcelona era la tradicional bandera cuarterada de cruces y palos, que era el estandarte enarbolado por la hueste de Barcelona para encabezar las movilizaciones armadas ofensivas o defensivas de la ciudad.
En 1588 aparece por primera vez la mención de la bandera de Santa Eulalia presidida por la imagen de la patrona de la ciudad, substituyendo la tradicional bandera cuarterada como bandera de Barcelona. Desde entonces y hasta la derrota de 1714 fue la Bandera de Santa Eulalia la que presidió las movilizaciones militares de la Coronela de Barcelona y la que lideró las tropas en el socorro de Tarragona de 1640, la batalla de Montjuic de 1641, donde se movilizó el Tercio de Santa Eulalia, en la batalla de Montjuic de 1705 y en la batalla del 11 de septiembre de 1714.
Desde el siglo XIV, la bandera de santa Eulalia acompañaba a la representación del Gobierno barcelonés (el Consejo de Ciento) en todo tipo de solemnidades y celebraciones cívico-religiosas (procesiones, entradas reales, etc.), especialmente durante la procesión de Corpus. Al mismo tiempo, la bandera cuarterada tradicional se utilizaba como enseña de guerra de la ciudad. 
En 1588 se adoptó la bandera procesional de santa Eulalia como única bandera de la ciudad. Desde entonces, hay noticias de salidas de la bandera de Santa Eulalia contra los enemigos de la ciudad. El acto de sacar la bandera en señal de guerra suponía un protocolo que llegaba al punto álgido cuando la enseña se colgaba del balcón de la Casa de la Ciudad. La bandera tuvo protagonismo destacado durante la Guerra de los Segadores (1640-1652), cuando fue rehecha por encargo del Consejo de Ciento. El 8 de diciembre de 1640, los consejeros ordenaron bordar al lado de la imagen de la santa, un cáliz y el escudo de la ciudad de Barcelona.

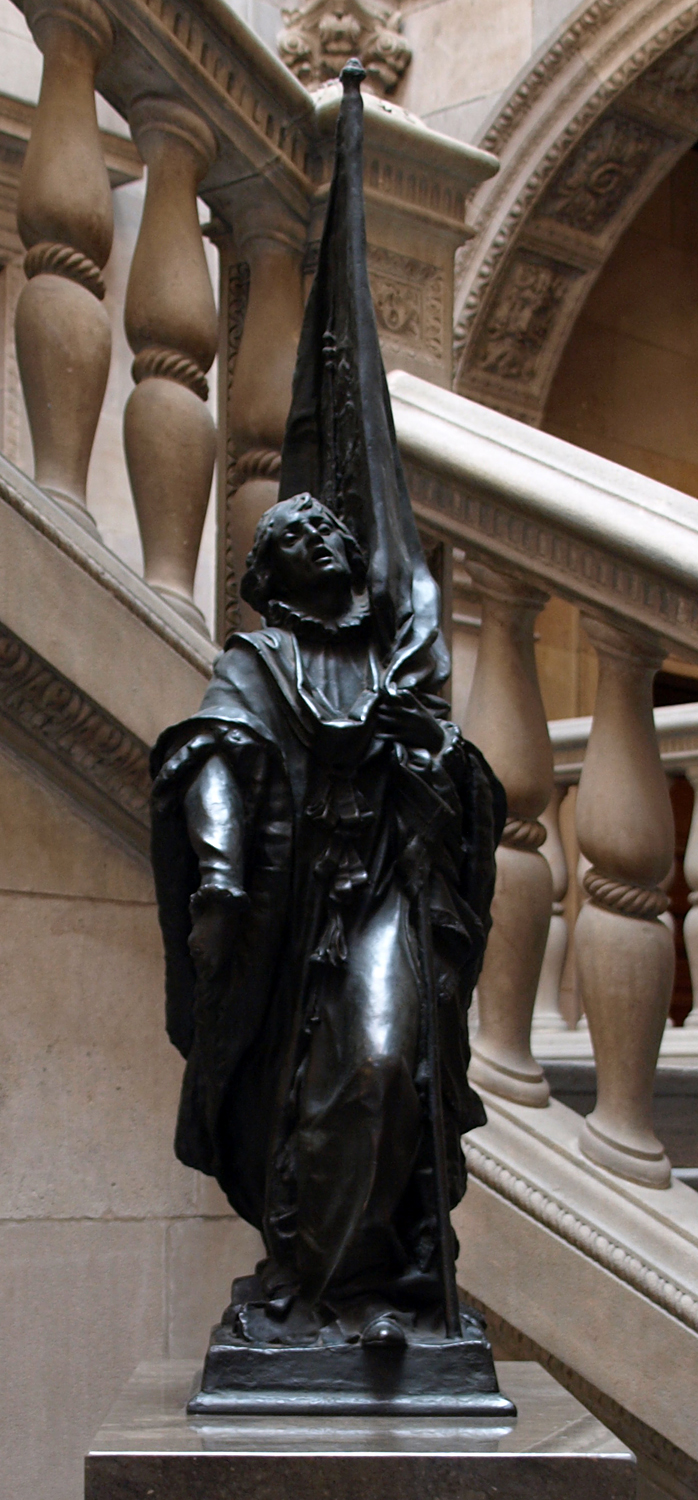
Rafael Casanova con el pendón de Santa Eulalia(Rossend Nobas)

La bandera de Santa Eulalia salió por última vez al balcón de la Casa de la Ciudad el 24 de julio de 1713, a raíz de la Guerra de Sucesión. Dado que no hay encargos para la confección de nuevas banderas en los registros de los consejeros de Barcelona, la bandera de Santa Eulalia que llevó el consejero tercio Pere Joan Rosell en 1641 contra el marqués de los Vélez, fue la misma que Rafael de Casanova llevó el 11 de septiembre de 1714. En marzo de 1714 el consejero en jefe Rafael de Casanova y el consejero segundo Salvador Feliu de la Peña instaron al comandante Antonio de Villarroel a utilizar las tropas de la Coronela en combate abierto contra el cordón de bloqueo borbónico en el campo delante de Barcelona, bajo la empara de la Bandera de Santa Eulalia siguiendo el protocolo fijado de 1640. Dos días después de la rendición de Barcelona, el 15 de septiembre de 1714, ya ocupada la ciudad, las tropas borbónicas exigieron la entrega de todas las banderas: las 42 banderas de las compañías de la Coronela, de San Jorge (Bandera de la Generalitat) y de Santa Eulalia que, cuatro días antes, tenía en sus manos Rafael de Casanova al ser herido el 11 de septiembre. Las banderas simbolizaban la pérdida de las libertades nacionales de Cataluña y fueron enviadas por el Duque de Berwick a Madrid para ser expuestas en el templo de la Virgen de Atocha como trofeos de guerra. Al cabo de un tiempo, Felipe V ordenó el retorno de las enseñas a Barcelona, donde fueron quemadas públicamente para mayor escarnio.

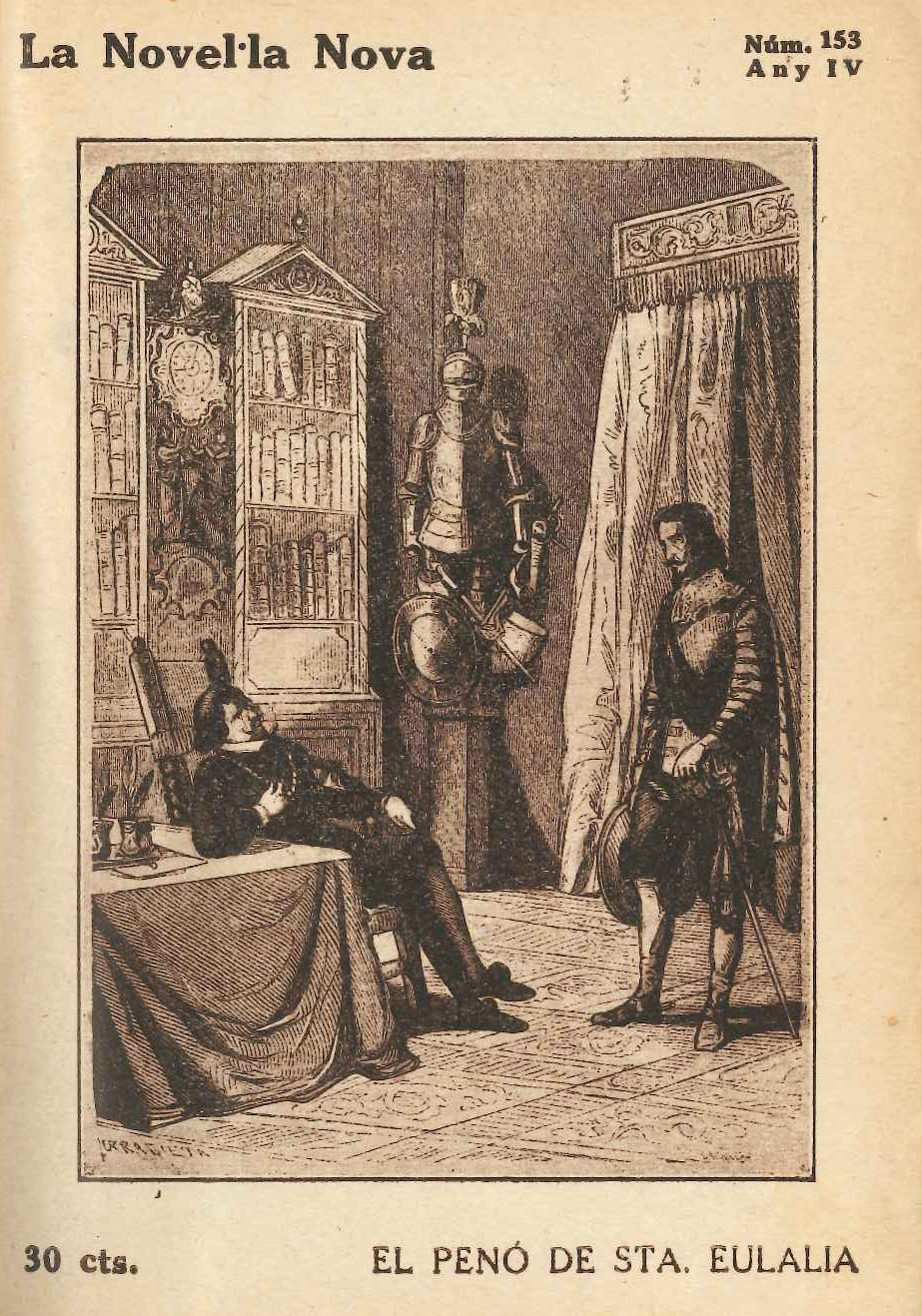
Portada de "El penó de Sta. Eulalia" de Manuel Angelon (1920)

En el contexto de la Renaixença se confirió a la bandera de santa Eulalia el carácter de símbolo nacional. En 1858 Manuel Angelon publicó la novela El pendón de santa Eulalia o los fueros de Cataluña. En 1861 Mateu Bruguera publicaba el Cronicón de Barcelona. Historia de la invicta y memorable bandera de santa Eulalia. Víctor Balaguer la cualificó de “pendón de la independencia” en su poema “La cançó de la bandera”. En 1899 Jacinto Verdaguer le dedicó un poema, incluido en su libro Santa Eulària, donde se lee “Oh! penó de Santa Eulària, de nostres glòries trofeu, germà bessó de les Barres" (“Oh! Pendón de Santa Eulalia, de nuestras glorias trofeo, hermano gemelo de las Barras”). 

En 1983 se presentó una reconstrucción de la Bandera de Santa Eulalia que el Ayuntamiento de Barcelona había acordado dos años antes. Dicha reconstrucción se basa en la descripción del Dietari de Jerónimo Pujades. Esta bandera preside el balcón de la Casa de la Ciudad cada 12 de febrero, diada de Santa Eulalia.

## La bandera de santa Eulalia del MUHBA

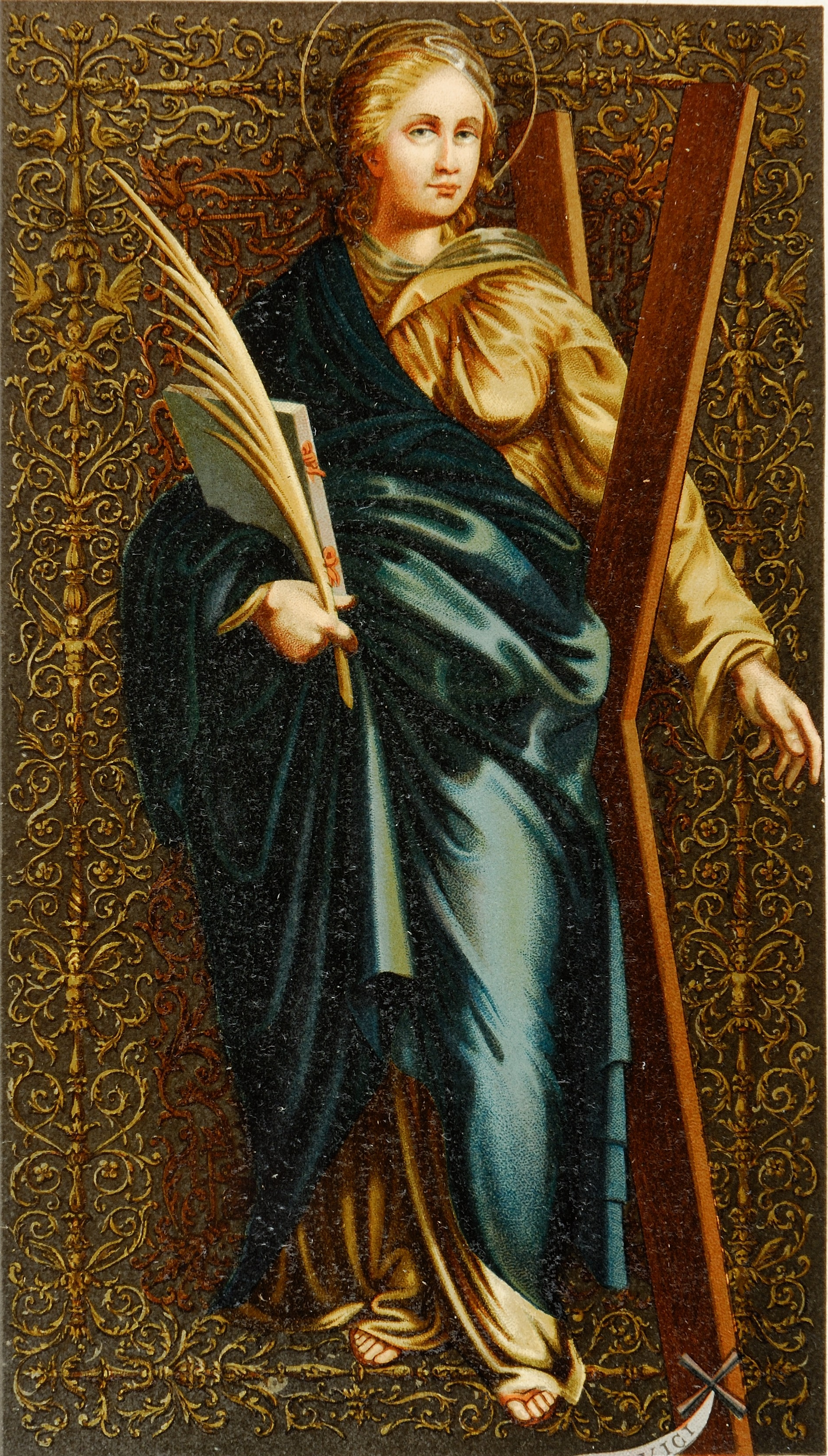
Bandera de santa Eulalia del MUHBA según un grabado del siglo XIX

El Museo de Historia de Barcelona (MUHBA) conserva la parte central de una antigua bandera de santa Eulalia, procedente del Archivo Municipal, donde se encontraba a mediados del siglo XIX. Es una pieza de seda pintada al óleo por las dos caras que en un momento no determinado, cuando ya estaba en desuso como bandera, fue adherida a un soporte de madera para presentarla como un cuadro. La cara actualmente visible representa a santa Eulalia con sus atributos más característicos. Por el estilo, la pintura corresponde a finales del siglo XVI o inicios del siglo XVII. Consta que en 1582 Benet Sanxes Galindo reformó la bandera de Santa Eulalia. Consta, asimismo, que en 1623 el pintor Francesc Jornet recibía un pago para pintar y dorar la figura de santa Eulalia de la bandera. Además de estas, hay muchas más noticias sobre reformas, repintados o reconstrucciones de la bandera de santa Eulalia que hacen difícil concretar la exacta atribución de la pieza del MUHBA.